# Records du championnat de Belgique féminin de football
 (juin 2025).
Si vous disposez d'ouvrages ou d'articles de référence ou si vous connaissez des sites web de qualité traitant du thème abordé ici, merci de compléter l'article en donnant les références utiles à sa vérifiabilité et en les liant à la section « Notes et références ».
Cet article présente les différents records du Championnat de Belgique de football féminin.
Le championnat de Belgique de football féminin a été créé en 1973. Depuis sa création, différents records ont été établis.

## Saisons en Championnat de Belgique
- 54 : RSC Anderlecht, Standard de Liège (de 1971-1972 à 2024-2025) y compris les deux premières saisons disputées en séries provinciales

## Titres
- 20 : Standard de Liège (1974, 1976, 1977, 1978, 1982, 1984, 1985, 1986, 1990, 1991, 1992, 1994, 2009, 2011, 2012, 2013, 2014, 2015, 2016, 2017)
- 7 titres consécutifs :  RSC Anderlecht, Standard de Liège

## Podiums
- 37 : Standard de Liège (20 x 1er: 1974, 1976, 1977, 1978, 1982, 1984, 1985, 1986, 1990, 1991, 1992, 1994, 2009, 2011, 2012, 2013, 2014, 2015, 2016, 2017; 8 x 2e: 1975, 1981, 1993, 1995, 2010, 2019, 2020, 2024; 9 x 3 e: 1979, 1987, 1988, 1989, 1998, 2001, 2003, 2022, 2023)

- 34 : RSC Anderlecht (11 x 1er : 1987, 1995, 1997, 1998, 2018, 2019, 2020, 2021, 2022, 2023, 2024; 12 x 2e : 1980, 1983, 1985, 1987, 1988, 1991, 1994, 2008, 2011, 2012, 2014, 2017; 11 x 3e : 1975, 1976, 1977, 1979, 1994, 1996, 1999, 2001, 2005, 2013, 2015)

## Points
- 76 : KFC Rapide Wezemaal (2004), VC Dames Eendracht Alost (2001): championnat à 3 points
- 50 : Herk Sport (1989), Standard de Liège (1978): championnat à 2 points
- 0  : SKOG Ostende (2006), Hewian Girls Lanaken (2005), VV Halen-Zelem (1999), Dames Assenede (1989), DVC Fortuna Hoeilaart (1976)

## Victoires
- 25 : KFC Rapide Wezemaal (2004), VC Dames Eendracht Alost (2001), Herk Sport (1989) dans un championnat à 14
- 22 : RSC Anderlecht dans un championnat à 6 avec Play Offs
- 18 : Standard de Liège dans un championnat à 7
- 14 : Standard de Liège dans un championnat à 8 avec Play Offs

## Nuls
- 12 : VV Veldegem (1980)

## Défaites
- 0 : Standard de Liège (4 x: 1977, 1978, 1982, 1992), VC Dames Eendracht Alost (2 x: 2001, 2002), KFC Rapide Wezemaal (2004), Astrio Begijnendijk (1975) dans un championnat à 14
- 18 : OHL dans un championnat à 8 avec Play Offs
- 21 : KSK Heist dans un championnat à 6 avec Play Offs et DVC Eva's Tirlemont dans un championnat à 7
- 22: DVC Fortuna Hoeilaart (1976), dans un championnat à 12
- 26: SKOG Ostende (2006), Hewian Girls Lanaken (2005), VV Halen-Zelem (1999), Assenede (1989), dans un championnat à 14

## Buts
- 161: KFC Rapide Wezemaal (2004: le plus grand nombre marqués)[1]
- 2  : Gosselies Sports (1984: le plus petit nombre marqués)

- 6  : Standard de Liège (1976: le plus petit nombre encaissés)
- 225 : SK Lebeke-Alost (2004: le plus grand nombre encaissés)

## Europe
- 8 : participations à la Ligue des Champions pour le Standard de Liège
- 4 : participations à la Coupe UEFA pour le KFC Rapide Wezemaal
- 19 : matchs en Ligue des Champions pour le Standard de Liège
- 20 : matchs en Coupe UEFA pour le KFC Rapide Wezemaal